# 사모아의 재외공관 목록

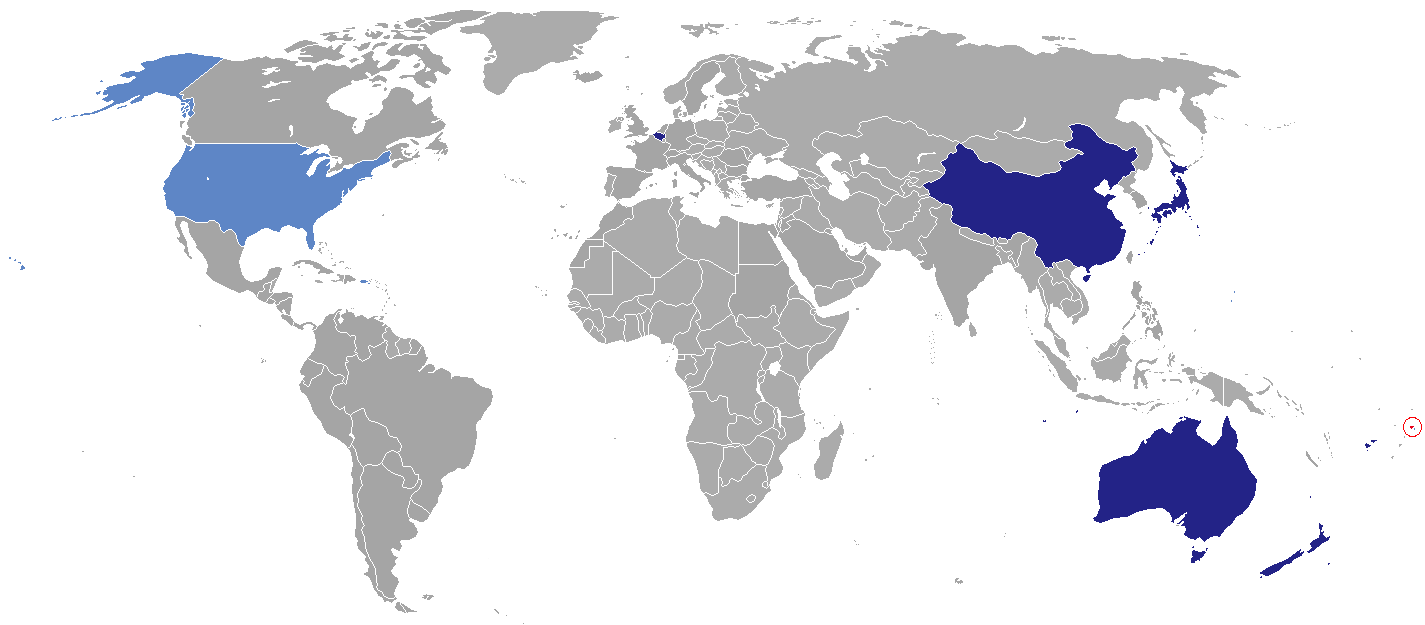
사모아의 재외 공관 관련 지도.

사모아의 재외공관 목록은 사모아 주재 대사관과 고등판무관 사무소를 각국에 상주시켜 놓는 것을 의미하며, 사모아의 재외공관을 나열한 목록이다.

## 아시아
- 중화인민공화국 : 베이징시 (대사관)
- 일본 : 도쿄 (대사관)

## 유럽·아메리카
- 미국 : 아메리칸사모아 팡오팡오 (총영사관)
- 벨기에 : 브뤼셀 (대사관)

## 오세아니아
- 오스트레일리아 : 캔버라 (고등판무관 사무소)
- 뉴질랜드 : 웰링턴 (고등판무관 사무소), 오클랜드 (총영사관)

## 대표부
- UN 사모아 정부 대표부 : 뉴욕
- EU 사모아 정부 대표부 : 브뤼셀

## 같이 보기
- 사모아 주재 외국공관 목록